# Hommage à Charlie Parker
Hommage à Charlie Parker est une œuvre du sculpteur français Alain Kirili située à Paris, en France. Créée en 2007, il s'agit d'une installation dédiée au musicien de jazz Charlie Parker.

## Description
L'œuvre prend la forme d'une installation de cinq blocs de pierre de Bourgogne rose, chacun mesurant 2,5 m de haut sur 1,4 m de long et 1,3 m. Chaque bloc est composé de deux parties : une partie basse, en forme de pavé droit grossier, et une partie haute, taillée chacune d'une forme géométrique différente. L'ensemble est arrangé de façon circulaire. Des spots provenant du sol éclairent les blocs la nuit.

## Localisation
L'œuvre est installée au centre de la place Robert-Antelme, à l'intersection de l'avenue de France et de la rue des Grands-Moulins, dans le quartier de la Gare du 13e arrondissement de Paris, dans le cadre  de l’opération d'aménagement Paris Rive Gauche.

## Historique
Hommage à Charlie Parker date de 2007. Elle est inaugurée le 26 juin 2007 sur la place Robert-Antelme, nouvellement créée.

## Artiste
Alain Kirili (1946-2021) est un sculpteur français.